# 조스 상하이

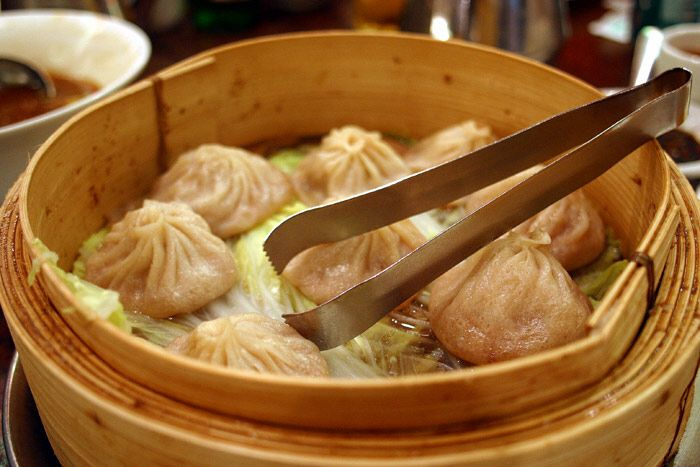
조스 상하이의 만두

조스 상하이(Joe's Shanghai)는 뉴욕에 위치한 상하이 요리 음식점 체인이다. 1995년 퀸스 플러싱에서 개업했으며, 맨해튼 차이나타운과 맨해튼 56번가 24 웨스트에 지점을 열었다.